# István Kovács (fotbalový rozhodčí)
István Kovács (* 16. září 1984 Carei, Rumunsko) je rumunský profesionální fotbalový rozhodčí. Od roku 2010 je mezinárodním rozhodčím FIFA a je zařazen do elitní kategorie rozhodčích UEFA.

## Kariéra
Kovács pískal na mnoha reprezentačních akcí, naposledy na Euru 2020 společně se svým krajanem Ovidiu Hațeganem. Nakonec řídil jen jeden zápas skupinové fáze mezi Nizozemskem a Severní Makedonií.
Dne 26. dubna 2022 Kovács řídil první zápas semifinále Ligy mistrů mezi Manchesterem City a Realem Madrid, který anglický tým vyhrál 4:3. Po dobrém výkonu byl Kovács médii chválen, zejména za výhodu, kterou nechal před gólem Bernarda Silvy. Pravděpodobně za odměnu ho komise rozhodčích UEFA vybrala, aby v témže roce řídil finále Konferenční ligy.
Stalo se tak 25. května 2022, mezi AS Římem a Feyenoordem. Bylo to úplně první finále této soutěže.
Chvíli poté byl Kovács jmenován na nadcházející Mistrovství světa 2022 společně se svými krajany asistenty rozhodčího Vasile Marinescuem a Mihaiem Artene.
O tři měsíce později se ale dopustil zásadní chyby, která vedla k rozhodujícímu gólu celého dvojzápasu 3. předkola Evropské konferenční ligy mezi Levski Sofia a Ħamrun Spartans, když nepřerušil hru po neplatném odkopu od branky, kde hráč Ħamrun Spartans stál 15 metrů před soupeřovou polovinou, což nesmí, a o několik sekund později asistoval u vítězného gólu.
V červnu 2023 byl Kovács jmenován čtvrtým rozhodčím finále Ligy mistrů UEFA.
V květnu 2024 ho UEFA vybrala jako rozhodčího finále Evropské ligy UEFA mezi Atalantou a Bayerem Leverkusen.
Dne 26. června 2024 řídil zápas skupinové fáze EURA 2024 mezi Českem a Tureckem, v němž udělil 18 žlutých karet, čímž překonal rekord mistrovství Evropy v počtu napomenutí obou týmů v jednom zápase. Po dvaceti minutách byl vyloučen český hráč Antonín Barák, což byla nejrychlejší červená karta v historii Eura. Po konci zápasu byl vyloučen i Tomáš Chorý kvůli účasti v rvačce mezi hráči. Jeho rozhodnutí ve zmiňovaném zápase jsou považována za velmi kontroverzní a nesprávná. Několikrát udělil neoprávněně hráči žlutou kartu (Patrik Schick) či naopak nesáhl po červené kartě, když byla vyžadována (Kenan Yildiz).